# Rogale Wielkie
Rogale Wielkie [rɔˈɡalɛ ˈvʲɛlkʲɛ] (tiếng Đức: Groß Rogallen) là một ngôi làng thuộc khu hành chính của Gmina Biała Piska, thuộc huyện Piski, Warmińsko-Mazurskie, ở miền bắc Ba Lan. Nó nằm khoảng 13 kilômét (8 mi)   phía đông Biała Piska, 30 km (19 mi) về phía đông Pisz và 117 km (73 mi) về phía đông của thủ đô khu vực Olsztyn.
Trước năm 1945, khu vực này là một phần của Đức (Đông Phổ).
Làng có dân số 120 người.